# Sabine Reuter
Sabine Reuter (* 15. August 1956 in Bremen) ist eine ehemalige deutsche Ruderin. Ihr größter Erfolg war die Silbermedaille im Doppelvierer bei den Weltmeisterschaften 1978.

## Sportliche Karriere
Die 1,70 m große Ruderin gewann 1976 ihre ersten Deutschen Meistertitel für das Institut für Leibesübungen an der Universität zu Köln im Doppelzweier. Später startete Reuter für den Kölner Ruderverein von 1877. Bei den Weltmeisterschaften 1977 in Amsterdam ruderten Sabine Reuter, Veronika Walterfang, Petra Finke, Brigitte Bandura und Birgit Hochgürtel auf den vierten Platz mit zwei Sekunden Rückstand auf die drittplatzierten Bulgarinnen. Im Jahr darauf bei den Weltmeisterschaften 1978 auf dem Lake Karapiro in Neuseeland belegten Anne Dickmann, Veronika Walterfang, Petra Finke, Sabine Reuter und Kathrien Plückhahn den zweiten Platz mit 1,42 Sekunden Rückstand auf die Bulgarinnen. 1979 ruderte bei den Weltmeisterschaften in Bled Karin Belzer für Dickmann. Die Crew belegte in dieser Besetzung nur den neunten Platz. 1980 verpassten die Ruderinnen aus der Bundesrepublik Deutschland die Teilnahme an der olympischen Ruderregatta wegen des Olympiaboykotts.
1984 nahm Sabine Reuter mit dem Doppelvierer an den Olympischen Spielen in Los Angeles teil. Anne Dickmann, Regina Kleine-Kuhlmann, Ute Kumitz, Sabine Reuter und Kathrien Plückhahn belegten in ihrem Vorlauf den letzten Platz, qualifizierten sich aber als Zweite des Hoffnungslaufs für das Finale. Im Endlauf belegten sie den vierten Platz mit 0,79 Sekunden Rückstand auf die drittplatzierten Däninnen. Bei den Weltmeisterschaften 1985 war die Steuerfrau beim Doppelvierer weggefallen. Der westdeutsche Doppelvierer mit Uta Kutz, Maria Dürsch, Meike Holländer und Sabine Reuter belegte den neunten Platz.

## Deutsche Meisterschaften
Sabine Reuter gewann vier deutsche Meistertitel im Doppelvierer, der bis 1984 mit Steuerfrau ausgetragen wurde.
- 1976 in der Besetzung Marga Trapp, Sabine Reuter, Gabriela Toader, Brigitte Bandura und Elke Martens
- 1978 in der Besetzung Anne Dickmann, Veronika Walterfang, Petra Finke, Sabine Reuter und Kathrien Plückhahn
- 1979 in der Besetzung Anne Dickmann, Veronika Walterfang, Petra Finke, Sabine Reuter und Kathrien Plückhahn
- 1980 in der Besetzung Anne Dickmann, Veronika Walterfang, Petra Finke, Sabine Reuter und Kathrien Plückhahn

Hinzu kamen zwei Meistertitel im Doppelzweier.
- 1976 in der Besetzung Sabine Reuter, Marga Trapp
- 1984 in der Besetzung Ute Kumitz, Sabine Reuter